# Clara Blandick
Clara Blandick (Hong Kong; 4 de junio de 1876 – Hollywood, California; 15 de abril de 1962) fue una actriz teatral y cinematográfica de nacionalidad estadounidense, conocida sobre todo por su papel de la Tía Em en el filme de MGM El mago de Oz (1939).

## Inicios
Blandick, cuyo verdadero nombre era Clara Dickey, nació a bordo del buque Willard Mudgett, el cual capitaneaba su padre, Isaac B. Dickey, casado con Hattie Mudgett, y que se encontraba atracado en la bahía de Hong Kong.

## Carrera como actriz
Posteriormente sus padres se asentaron en Quincy (Massachusetts). En la cercana Boston, conoció al actor Shakespeariano E.H. Sothern, con el cual actuó en una representación de Richard Lovelace. En 1900 se mudó a Nueva York con la intención de seguir la carrera de actriz. Su primera actuación profesional llegó en 1901, cuando fue elegida para hacer el papel de Jehanneton en la obra If I Were King, que tuvo 56 representaciones en el Garden Theatre. Después consiguió críticas positivas por su trabajo en The Christian, y fue descrita en los periódicos como una "pequeña, delicada y graciosa" heroína.
En 1903 fue Gwendolyn en el estreno en Broadway de la pieza de E. W. Hornung Raffles The Amateur Cracksman, junto a Kyrle Bellew. Blandick se inició en el cine con la Kalem Company en 1908, haciendo diferentes actuaciones, como la de 1911 en The Maid's Double. En 1912 fue escogida para el papel de Dolores Pennington en Widow By Proxy, obra con 88 funciones representadas hasta inicios de 1913 en el Teatro George M. Cohan del circuito de Broadway. En la misma época actuó en teatros del Noreste de los Estados Unidos formando parte de la compañía de repertorio de Sylvester Z. Poli, The Poli Players. Ella continuó cosechando la aprobación de la crítica con la interpretación de variados papeles protagonistas, entre ellos el de la obra teatral Madame Butterfly. En 1914 volvió a la pantalla, siendo Emily Mason en el filme Mrs. Black is Back.
Durante la Primera Guerra Mundial, Blandick actuó como voluntaria para la Fuerza Expedicionaria Estadounidense en Francia, además de continuar con su trabajo teatral y, ocasionalmente, con el cine. En 1924 obtuvo muy buenas críticas por su papel de reparto en la obra ganadora del Premio Pulitzer Hell-Bent Fer Heaven, que se representó en 122 ocasiones en el Klaw Theatre de Nueva York.
En 1929 Blandick se mudó a Hollywood. En los años 1930 se hizo conocida en los ambientes teatrales y cinematográficos como actriz de reparto. Aunque consiguió papeles de importancia como el de la Tía Polly en el filme de 1930 Tom Sawyer (papel que repitió en 1931 con Huckleberry Finn), ella pasó una gran parte de la década haciendo papeles secundarios, muchos de ellos sin aparecer en los títulos de crédito. En las películas de la época pre-code ella a menudo interpretaba a madres, como a la del personaje de Joan Crawford en Possessed o a la de Joan Blondell en Tres vidas de mujer. En una época en la que muchos actores permanecían ligados a un único estudio, ella interpretó un amplio número de pequeños papeles para casi todos los principales estudios de Hollywood, aunque posteriormente tendría un contrato con 20th Century Fox. Así, en 1930 actuó en nueve películas, y en 1931 en trece. Como ocurrió en el caso de otros actores con una carrera muy demandada, es difícil conocer el número exacto de películas en las cuales Blandick intervino, aunque es razonable pensar que el número total fue de entre 150 y 200.

## El mago de Ozy años siguientes
En 1939 Blandick hizo su papel secundario más memorable, el de la Tía Em en el clásico de MGM El mago de Oz. Aunque el papel era pequeño (Blandick filmó sus escenas en una única semana), el personaje era un importante símbolo en la búsqueda de Dorothy para regresar a casa. Blandick derrotó a May Robson, Janet Beecher, y Sarah Padden para hacer el papel, ganando 750 dólares a la semana. Blandick solo aparecía en los créditos finales.
Tras El mago de Oz, Blandick volvió a sus papeles de reparto, actuando en docenas de filmes con una amplia variedad de personajes. Entre ellos figuraba Mrs. Pringle en Anne of Windy Poplars (1940), una sorprendida cliente en la película de los Hermanos Marx Tienda de locos (1941), una figura de la alta sociedad en Can't Help Singing (1944), y una asesina de sangre fría en Philo Vance Returns (1947). Sus últimas dos interpretaciones llegaron en 1950 en Key to the City y Love That Brute. Se retiró de la actuación a los 69 años de edad, recluyéndose en el Hollywood Roosevelt Hotel.

## Vida personal
Blandick se casó el 7 de diciembre de 1905 en Manhattan, con el ingeniero de minas Harry Stanton Elliott. La pareja se separó en 1910, y se habrían divorciado en 1912. No tuvieron hijos.
A lo largo de los años 1950, la salud de Blandick empezó a fallar, perdiendo la vista y sufriendo una severa artritis. El 15 de abril de 1962 volvió a su casa tras haber asistido a los servicios religiosos del Domingo de Ramos. Empezó a arreglar su habitación, colocando sus recuerdos y fotos favoritas en lugares destacados, exponiendo recortes de prensa de su larga carrera. Se vistió inmaculadamente, con una elegante bata azul. Entonces, con su cabello bien peinado, tomó una sobredosis de sedantes. Se tumbó en un sofá cubriéndose con una manta dorada, y se ató una bolsa de plástico en la cabeza. Blandick dejó una nota explicativa, la cual decía
"Estoy a punto de empezar la gran aventura".
Sus restos fueron incinerados, y las cenizas enterradas en el Columbario del Cementerio Forest Lawn Memorial Park, en Glendale, California.

## Filmografía completa
- The Maid's Double (1911)
- His Inspiration, de Tom Moore (1914)
- Mrs. Black Is Back, de Thomas N. Heffron (1914)
- The Cabaret Singer, de Tom Moore (1915)
- The Seventh Commandment, de Dwain Esper y James P. Hogan (1932)
- The Legacy of Folly, de Tom Moore (1915)
- The Stolen Triumph, de David H. Thompson (1916)
- Peggy, the Will O' the Wisp, de Tod Browning (1917)
- Wise Girls, de E. Mason Hopper (1929)
- Poor Aubrey, de Bryan Foy (1930)
- Burning Up, de A. Edward Sutherland (1930)
- The Girl Said No, de Sam Wood (1930)
- Men Are Like That, de Frank Tuttle (1930)
- The Sins of the Children, de Sam Wood (1930)
- Romance, de Clarence Brown (1930)
- The Last of the Duanes, de Alfred L. Werker (1930)
- Tom Sawyer, de John Cromwell (1930)
- Once a Sinner, de Guthrie McClintic (1931)
- Inspiration, de Clarence Brown (1931)
- The Easiest Way, de Jack Conway (1931)
- The Drums of Jeopardy
- It's a Wise Child, de Robert Z. Leonard (1931)
- Daybreak, de Jacques Feyder (1931)
- Laughing Sinners, de Harry Beaumont (1931)
- I Take This Woman, de Marion Gering (1931)
- Huckleberry Finn, de Norman Taurog (1931)
- Bought!, de Archie Mayo (1931)
- Murder at Midnight
- New Adventures of Get Rich Quick Wallingford, de Sam Wood (1931)
- Possessed
- The Wet Parade, de Victor Fleming (1932)
- Shopworn
- The Strange Case of Clara Deane, de  Louis J. Gasnier y Max Marcin (1932)
- Two Against the World, de Archie Mayo (1932)
- Life Begins
- Tres vidas de mujer (Three on a Match)
- Tentación (1932)
- The Bitter Tea of General Yen, de Frank Capra (1933)
- Child of Manhattan, de Edward Buzzell (1933)
- The Mind Reader
- Three-Cornered Moon, de Elliott Nugent (1933)
- Turn Back the Clock, de Edgar Selwyn (1933)
- One Sunday Afternoon, de Stephen Roberts (1933)
- Charlie Chan's Greatest Case, de Hamilton MacFadden (1933)
- Ever in My Heart, de Archie Mayo (1933)
- Going Hollywood
- Beloved
- As the Earth Turns
- The Show-Off
- Harold Teen
- Sisters Under the Skin
- The Girl from Missouri
- The President Vanishes, de William A. Wellman (1934)
- Jealousy
- Broadway Bill, de Frank Capra (1934)
- Fugitive Lady, de Albert S. Rogell (1934)
- The Winning Ticket
- Transient Lady, de Edward Buzzell (1935)
- Straight from the Heart, de Scott R. Beal (1935)
- Princess O'Hara, de David Burton (1935)
- Party Wire, de Erle C. Kenton (1935)
- The Trail of the Lonesome Pine, de Henry Hathaway (1936)
- Hearts Divided, de Frank Borzage (1936)
- Anthony Adverse, de Mervyn LeRoy y Michael Curtiz (1936)
- The Case of the Velvet Claws, de William Clemens (1936)
- The Gorgeous Hussy, de Clarence Brown (1936)
- In His Steps, de Karl Brown (1936)
- Make Way for a Lady, de David Burton (1936)
- Her Husband's Secretary, de Frank McDonald (1937)
- A Star Is Born, de William A. Wellman (1937)
- Wings Over Honolulu, de H.C. Potter (1937)
- The League of Frightened Men, de Alfred E. Green (1937)
- The Road Back
- You Can't Have Everything, de Norman Taurog (1937)
- Small Town Boy, de Glenn Tryon (1937)
- My Old Kentucky Home, de Lambert Hillyer (1938)
- Professor Beware, de Elliott Nugent
- Crime Ring
- Swing, Sister, Swing, de Joseph Santley (1938)
- Tom Sawyer, Detective, de Louis King (1938)
- The Adventures of Huckleberry Finn, de Richard Thorpe (1939)
- I Was a Convict
- El mago de Oz, de Victor Fleming (1939)
- The Star Maker
- Drums Along the Mohawk
- Main Street Lawyer, de Dudley Murphy (1939)
- Swanee River, de Sidney Lanfield (1939)
- Alice in Movieland
- Tomboy
- Anne of Windy Poplars, de Jack Hively (1940)
- Dreaming Out Loud, de Harold Young (1940)
- Policía montada del Canadá, de Cecil B. DeMille (1940)
- Youth Will Be Served, de Otto Brower (1940)
- The Wagons Roll at Night
- The Nurse's Secret
- The Get-Away
- Tienda de locos (1941)
- Private Nurse
- It Started with Eve, de Henry Koster (1941)
- One Foot in Heaven
- Rings on Her Fingers, de Rouben Mamoulian (1942)
- Lady in a Jam, de Gregory La Cava (1942)
- Gentleman Jim, de Raoul Walsh (1942)
- Du Barry Was a Lady, de Roy Del Ruth (1943)
- Dixie
- Heaven Can Wait, de Ernst Lubitsch (1943)
- Shadow of Suspicion
- Can't Help Singing (1944)
- Frontier Gal
- Pillow of Death
- People Are Funny
- Claudia and David
- So Goes My Love, de Frank Ryan (1946)
- She-Wolf of London, de Jean Yarbrough (1946)
- A Stolen Life, de Curtis Bernhardt (1946)
- Philo Vance Returns, de William Beaudine (1947)
- Life with Father, de Michael Curtiz (1947)
- The Bride Goes Wild, de Norman Taurog (1948)
- Mr. Soft Touch, de Henry Levin y Gordon Douglas (1949)
- Roots in the Soil, de Wallace Fox (1949)
- Key to the City, de George Sidney (1950)
- Love That Brute, de Alexander Hall (1950)

### Televisión
- The Guiding Star, episodio de The Silver Theatre (1949)
- Always a Bridesmaid, episodio de The Bigelow Theatre (1951)